# آر۱ ایرلاینز
آر۱ ایرلاینز (به انگلیسی: R1 Airlines) یک شرکت هواپیمایی است که در ۲۰۰۳ میلادی تأسیس شده‌است. دفتر مرکزی آر۱ ایرلاینز در کلگری، آلبرتا، کانادا واقع شده‌است.